# Лубуклингау
Лубуклингау (индон. Lubuklinggau) — город в Индонезии, входит в состав провинции Южная Суматра. Территория города выделена в самостоятельную административную единицу — муниципалитет.

## Географическое положение
Город находится в западной части провинции, на юго-западе острова Суматра, на границе с провинцией Бенкулу. Абсолютная высота — 131 метр над уровнем моря.

Лубуклингау расположен на расстоянии приблизительно 205 километров к западу-юго-западу (WSW) от Палембанга, административного центра провинции.

## Административное деление
Территория муниципалитета Лубуклингау подразделяется на восемь районов (kecamatan), которые в свою очередь делятся на 72 сельских поселения (kelurahan). Общая площадь муниципалитета — 401,5 км².

## Население
По данным официальной переписи 2010 года, население составляло 158 824 человека.
Динамика численности населения города по годам:
| 1990   | 2000    | 2005    | 2010    | 2012    |
| ------ | ------- | ------- | ------- | ------- |
| 53 627 | 111 224 | 126 365 | 158 824 | 171 118 |